# Mycalesis siporana
Mycalesis siporana är en fjärilsart som beskrevs av Corbet 1942. Mycalesis siporana ingår i släktet Mycalesis och familjen praktfjärilar. Inga underarter finns listade i Catalogue of Life.